# Crestwing baner nye bølgeveje
Crestwing baner nye bølgeveje er en dansk dokumentarfilm fra 2013 instrueret af Joan Pilgaard Bloom.

## Handling
Fortællingen om opfinderen Henning Pilgaard og udviklingen af hans bølgeanlæg Crestwing.